# Kenya ai Giochi della XVI Olimpiade
Il Kenya ha partecipato ai XVI Olimpiadi - svoltesi a Melbourne dal 22 novembre all'8 dicembre 1956 
con una delegazione di 25 atleti, di cui 1 donna, impegnati in 4 discipline,
senza aggiudicarsi medaglie.